# رافائل گارسیا کاسانووا
رافائل گارسیا کاسانووا (انگلیسی: Rafael García Casanova؛ زادهٔ ۶ ژانویهٔ ۱۹۸۹) بازیکن فوتبال اهل اروگوئه است.
از باشگاه‌هایی که در آن بازی کرده‌است می‌توان به باشگاه فوتبال ناسیونال اروگوئه اشاره کرد.